# Monocoltura

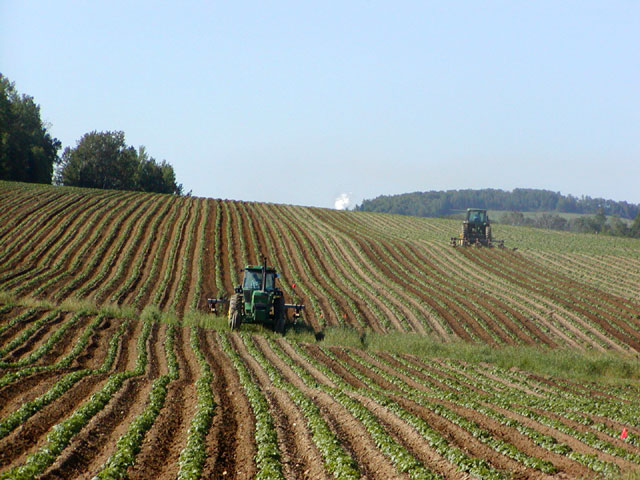
Coltura industrializzata di un campo di patate

La monocoltura è, genericamente, un procedimento produttivo agricolo che consiste nell'adibire vaste zone di territorio alla coltura di un'unica specie vegetale, in maniera intensiva e standardizzata, al fine di massimizzare le rese ed ottenere il massimo profitto. Spesso questa standardizzazione viene accentuata dall'utilizzo di poche varietà molto produttive, ma molto esigenti e dal massiccio utilizzo di fertilizzanti di sintesi e prodotti fitosanitari.

## Origini: tutto parte dal Colonialismo
Le monocolture si diffusero nell'epoca del primo colonialismo: i paesi colonizzatori necessitavano di prodotti agricoli esotici che sul territorio nazionale non potevano crescere (spezie, caffè, zucchero di canna, frutta esotica, ecc.), e così sfruttarono le condizioni climatiche dei paesi colonizzati per produrre intensivamente quello di cui avevano bisogno. In India si diffuse la coltura delle spezie, sull'isola di Ceylon quella del tè, del cacao in America Latina e nel Ghana, della canna da zucchero nelle Antille, delle banane e delle arachidi in America centrale, e del caffè e del caucciù in Brasile.

## Sviluppo: monocoltura come strumento politico
Intere nazioni, povere e sotto sviluppate, furono costrette da governi e grandi aziende estere (statunitensi ed europee), sotto la minaccia delle armi o con l'ausilio di spietate dittature, a coltivare un'unica specie di prodotto agricolo, cosicché dovevano vendere  a basso prezzo quello che producevano solo al paese che li sfruttava, e acquistare, a caro prezzo, tutti gli altri generi alimentari necessari dal medesimo paese sfruttatore. Pertanto, per le nazioni ricche oltre che per il puro arricchimento economico, la monocoltura si affermò come strumento politico per mantenere in una posizione di dipendenza.

## Estensione ad altri ambiti
Il termine monocoltura può essere esteso all'allevamento intensivo di capi di bestiame; oppure all'estrazione di un determinato minerale (in questo caso il paese ricco di tale minerale viene completamente adibito alla sua estrazione e alla sua lavorazione, non lasciando spazio ad altre forme di produzione e lavorazione industriale).
Nel 2023 un regolamento UE approvato nell'ambito della Politica agricola comune ha imposto l'obbligo di rotazione ad anni alterni per le colture di grano e mais, al fine di tutelare la biodiversità ed evitare il depauperamento dei terreni.